# بقية متكاملة الأوراق
بقية متكاملة الأوراق (الاسم العلمي: Coreopsis integrifolia) هو نوع نباتي يتبع جنس البقية من فصيلة النجمية.